# Региональная лига «Юго-Запад»

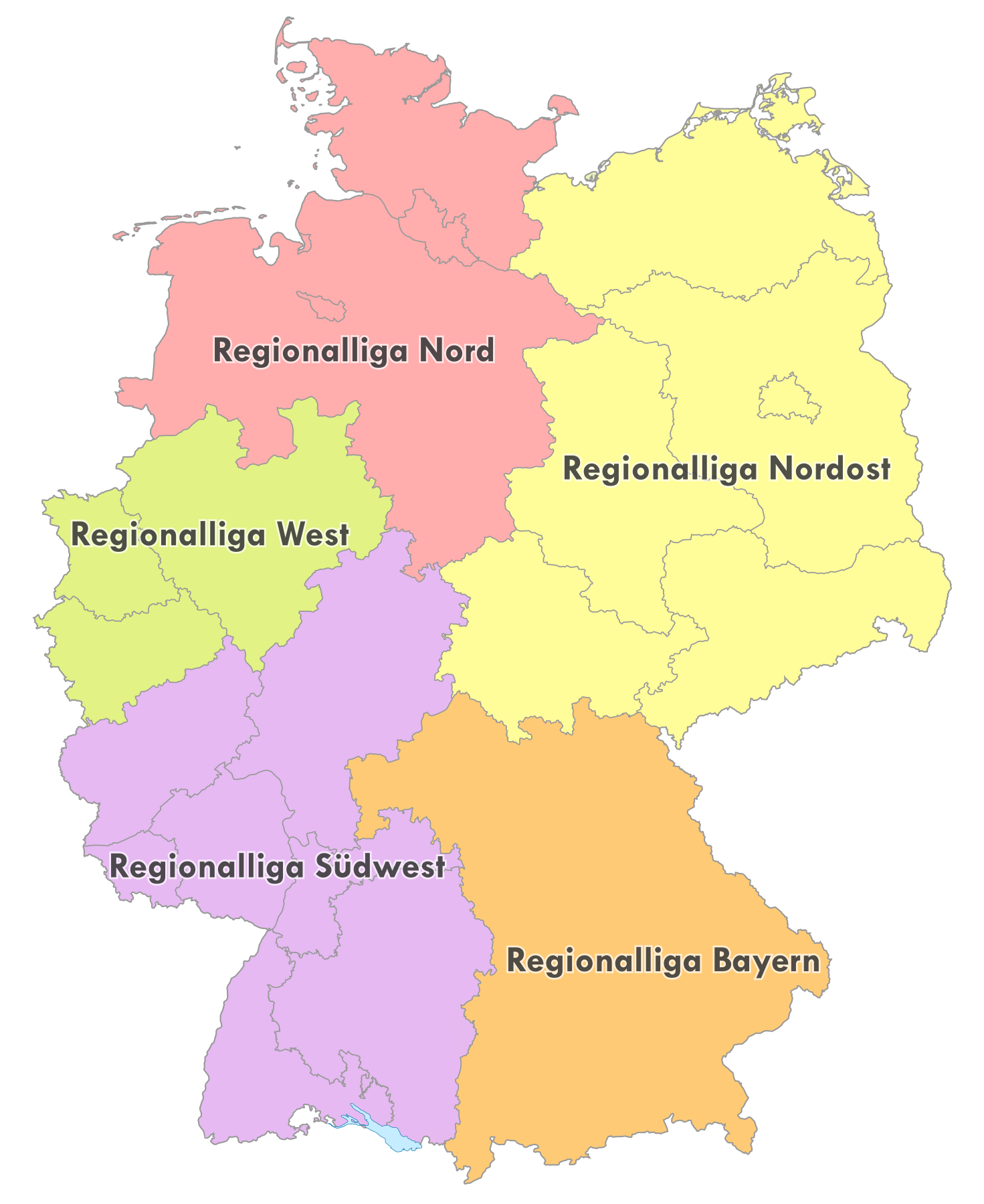
Схема зон ответственности футбольных Региональных лиг Германии с 2012 года.

Региональная лига «Юго-Запад» (нем. Regionalliga Südwest) — одна из пяти региональных лиг футбола в Германии, согласно изменениям 2012 года. Регионаллига — четвёртый уровень в немецкой системе футбольных лиг, управляется DFB (нем. Deutscher Fußball Bund — Германской Футбольной Ассоциацией). Лига сформирована к концу сезона 2011/12 из клубов Региональной лиги «Юг» (кроме клубов из Баварии), клубов Региональной лиги «Запад» из регионов Саар и Рейнланд-Пфальц.

## Акционеры лиги
Юридическое наименование лиги: нем. Regionalliga Südwest GbR.

Акционерами лиги являются девять футбольных ассоциаций из них семь национальных ассоциаций и две региональных.
- Футбольная ассоциация Бадена
- Футбольная ассоциация Гессена
- Футбольная ассоциация Рейнской области
- Саарский футбольный союз
- Футбольная ассоциация Южного Бадена
- Футбольная ассоциация Юго-Западной Германии
- Футбольная ассоциация Вюртемберга
- Южно-немецкая футбольная ассоциация
- Региональная Футбольная Ассоциация Юго-Запад

## История

### Клубы основатели
| - Зонненхоф Гроссаспах - Айнтрахт Франкфурт II - Айнтрахт Трир - Ворматия - Хоффенхайм II - Кайзерслаутерн II - Фрайбург II | - Майнц 05 II - Гессен - Эльферсберг - Вальдхоф - Идар-Оберштайн - Пфуллендорф - Кобленц | - Франкфурт - Бавария Альценау - Ульм 1846 - Эшборн - Хомбург |

### Чемпионы
| Сезон   | Чемпион              | Очков | 2-е место   | Очков | 3-е место         | Очков |
| ------- | -------------------- | ----- | ----------- | ----- | ----------------- | ----- |
| 2012/13 | Гессен Кассель       | 70    | Эльферсберг | 65    | Кайзерслаутерн II | 60    |
| 2013/14 | Зонненхоф Гроссаспах | 75    | Фрайбург II | 67    | Майнц 05 II       | 67    |
| 2014/15 | Кикерс               | 79    | Саарбрюккен | 69    | Эльферсберг       | 65    |
| 2015/16 | Вальдхоф             | 73    | Эльферсберг | 72    | Хоффенхайм II     | 66    |
| 2016/17 | Эльферсберг          | 78    | Вальдхоф    | 76    | Саарбрюккен       | 69    |
| 2017/18 | Саарбрюккен          | 82    | Вальдхоф    | 71    | Кикерс            | 66    |
| 2018/19 | Вальдхоф             | 88    | Саарбрюккен | 67    | Хомбург           | 64    |
| 2019/20 | Саарбрюккен          |       | Штайнбах    |       | Эльферсберг       |       |
| 2020/21 | Фрайбург II          | 93    | Эльферсберг | 88    | Кикерс            | 87    |

## Клубы-участники сезона 2018/19
| № | Команда         | Город                |    | №                       | Команда            | Город |
| 1 | Вальдхоф        | Мангейм              | 10 | Балинген                | Балинген           |       |
| 2 | Саарбрюккен     | Саарбрюккен          | 11 | Пирмазенс               | Пирмазенс          |       |
| 3 | Штайнбах Хайгер | Хайгер               | 12 | Франкфурт               | Франкфурт-на-Майне |       |
| 4 | Киккерс         | Оффенбах-ам-Майн     | 13 | Ворматия                | Вормс              |       |
| 5 | Ульм 1846       | Ульм                 | 14 | Майнц 05 II             | Майнц              |       |
| 6 | Хомбург         | Хомбург              | 15 | Гессен Драйайх          | Драйайх            |       |
| 7 | Фрайбург II     | Фрайбург-им-Брайсгау | 16 | Штутгарт II             | Штутгарт           |       |
| 8 | Хоффенхайм II   | Хоффенхайм           | 17 | Астория Вальдорф        | Вальдорф           |       |
| 9 | Эльферсберг     | Шпизен-Эльферсберг   | 18 | Айнтрахт Штадталлендорф | Штадталлендорф     |       |